# Valentina Gúnina
Valentina Ievguénievna Gúnina (en rus: Валенти́на Евге́ньевна Гу́нина, nascuda a Múrmansk el 4 de febrer de 1989), és una jugadora d'escacs russa, que té els títols de Gran Mestre Femení des de 2010 i de Gran Mestre absolut des de 2013.
A la llista d'Elo de la FIDE del desembre de 2021 hi tenia un Elo de 2471 punts, cosa que en feia la jugadora número 7 (en actiu) de Rússia, i la número 25 del rànquing mundial femení. El seu màxim Elo va ser de 2540 punts, a la llista de setembre de 2014 (posició 490 al rànquing mundial absolut).

## Resultats destacats en competició
El 2000 es proclamà Campiona d'Europa Sub-12 a Kallithea, i el 2004 Campiona d'Europa Sub-16 a Ürgüp. El 2003 es proclamà Campiona del món femenina Sub-14, a Halkidiki. El 2007 es proclamà Campiona del món femenina Sub-18 a Vũng Tàu.
Els anys 2006 i 2008 es va classificar pel Campionat femení de Rússia i el 2011 en guanyà la Superfinal. El 2012 va guanyar el Campionat d'Europa femení a Gaziantep, per millor desempat, després d'haver empatat al primer lloc amb Tatiana Kossíntseva i Anna Muzitxuk. i la medalla d'or com a part de l'equip rus femení que va guanyar la 40a Olimpíada a Istanbul.
El 2012 va guanyar també el Campionat del món femení de semiràpides.
El 2013 fou segona al 3r Torneig de Mestres Femení a Wuxi, 1.5 punts per sota de la futura Campiona del Món femenina Tan Zhongyi. L'octubre del mateix any va vèncer novament a la Superfinal del Campionat de Rússia femení, a Nijni Nóvgorod, amb una puntuació de 7/9, mig punt per sobre d'Aleksandra Kosteniuk. A finals del 2013 va jugar el Campionat d'Europa per equips al primer tauler de la selecció russa. Hi va puntuar 6/9 i l'equip rus va guanyar la medalla d'argent.
El juliol de 2014 es proclamà per segon cop en la seva carrera campiona d'Europa femenina, a Plòvdiv, per davant de Tatiana Kossíntseva i Salome Melia. El desembre del 2014 fou campiona de Rússia. L'abril de 2015, va contribuir a que Rússia guanyés l'argent al Campionat del món femení per equips, puntuant 5/8 al primer tauler, cosa que li va permetre de guanyar la medalla d'argent individual per la seva actuació. El juliol del 2018, va prendre part en la 9ena edició del matx Xina-Rússia a Ningbo, i hi va puntuar 6/10 a les ràpides i 2/5 a les partides a ritme clàssic.
L'abril de 2016 guanyà el Gran Prix de Batumi amb 7½ punts d'11, un punt per davant d'Aleksandra Kosteniuk.
L'abril de 2018 es proclamà per tercer cop en la seva carrera campiona d'Europa femenina a Vysoké Tatry, Eslovàquia.
El maig de 2019 fou una de les vuit jugadores que va disputar el recentment reinstaurat Torneig de Candidates que serviria per determinar l'aspirant al títol mundial en el Campionat del món d'escacs femení de 2020, i hi acabà vuitena, amb 5.5/12 punts; la campiona fou Aleksandra Goriàtxkina.